# Мичиводе
Мичиводе (на сръбски: Мичиводе) е село в Босна и Херцеговина, разположено в община Соколац, в ентитета на Република Сръбска. Населението му според преброяването през 2013 г. е 41 души, от тях: 26 (63,41 %) бошняци, 14 (34,14 %) сърби, 1 (2,43 %) мюсюлманин.

## Население
Численост на населението според преброяванията през годините:
- 1961 – 305 души
- 1971 – 307 души
- 1981 – 238 души
- 1991 – 198 души
- 2013 – 41 души